# Micrurus diastema
Micrurus diastema är en ormart som beskrevs av Duméril, Bibron och Duméril 1854. Micrurus diastema ingår i släktet korallormar, och familjen giftsnokar. IUCN kategoriserar arten globalt som livskraftig.
Arten förekommer från Mexiko till Honduras och Belize. Den lever i låglandet och i bergstrakter upp till 1800 meter över havet. Arten förekommer i olika slags skogar och den besöker odlade områden.

## Underarter
Arten delas in i följande underarter:
- M. d. diastema
- M. d. aglaeope
- M. d. alienus
- M. d. affinis
- M. d. apiatus
- M. d. macdougalli
- M. d. sapperi